# 100 kilo godis
100 kilo godis var en serie TV-program för barn som sändes i Sveriges Television 1993 och 1996–1998. Programledare var Thomas Gylling. Programmet sändes tidigt på lördagmorgnar och innehöll bland annat filmklipp, datoranimationer och allt med tema godis. Programmet fick en spinoffserie, Mosquito, med samma programledare.